# Peugeot Typ 133
Der Peugeot Typ 133 ist ein frühes Automodell des französischen Automobilherstellers Peugeot, von dem 1910 im Werk Lille 50 Exemplare produziert wurden.
Die Fahrzeuge besaßen einen Sechszylinder-Viertaktmotor, der vorne angeordnet war und über Kardan die Hinterräder antrieb. Der Motor leistete aus 3317 cm³ Hubraum 18 PS.
Bei einem Radstand von 324,6 cm betrug die Spurbreite 140 cm. Die Karosserieformen Coupé-Limousine und Doppelphaeton boten Platz für vier Personen.